# Costa del Sol Trophy
Costa del Sol Trophy, ou CDS Trophy foi um torneio amistoso de futebol realizado na Costa del Sol, nos dias 24 a 27 de Janeiro de 2013.

## Equipes
- Videoton FC
- FC Rapid Bucureşti
- FC Dnipro Dnipropetrovsk
- FC Dynamo Moscow

## Fórmula de Disputa
Cada equipe joga 2 vezes. O vencedor é aquele que fizer mais pontos. Em caso de empate, os seguintes critérios para desempate foram adotados: Melhor Saldo de Gols, Menos Cartões Vermlehos, Menos Cartões Amarelos..

## Standings
| Pos | Team                     | Partidas | V | E | D | GP | GC | SG | Pts |
| --- | ------------------------ | -------- | - | - | - | -- | -- | -- | --- |
| 1   | FC Dnipro Dnipropetrovsk | 2        | 2 | 0 | 0 | 6  | 2  | +4 | 6   |
| 2   | Videoton FC              | 2        | 1 | 1 | 0 | 3  | 1  | +2 | 4   |
| 3   | FC Dynamo Moscow         | 2        | 0 | 1 | 1 | 1  | 3  | –2 | 1   |
| 4   | FC Rapid Bucureşti       | 2        | 0 | 0 | 2 | 2  | 6  | –4 | 0   |